# Mustang Ridge
Mustang Ridge est une ville située en limite des  comtés de Bastrop, de Caldwell et de Travis, au Texas, aux États-Unis,.

## Démographie
Lors du recensement de 2010, la ville comptait une population de 861 habitants. Elle est estimée, en 2017, à 969 habitants.

### Source de la traduction
- (en) Cet article est partiellement ou en totalité issu de l’article de Wikipédia en anglais intitulé « Mustang Ridge, Texas » (voir la liste des auteurs).